# 3 Dywizjon Artylerii Konnej

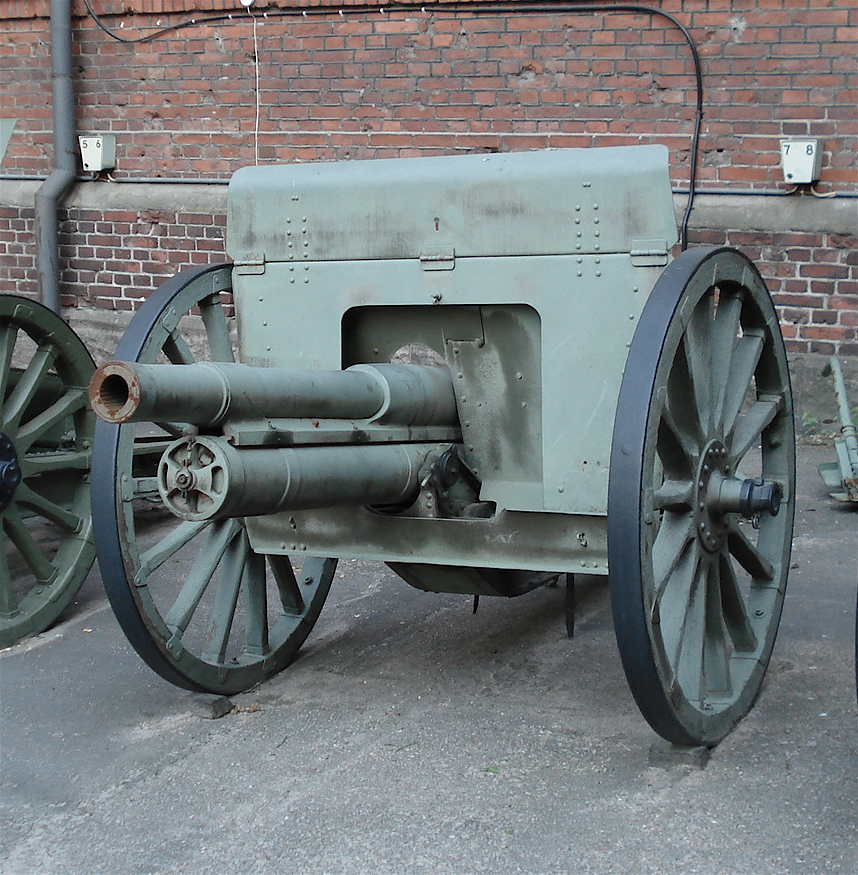
Armata wz. 02 po przekalibrowaniu stanowiła podstawowe uzbrojenie dywizjonu

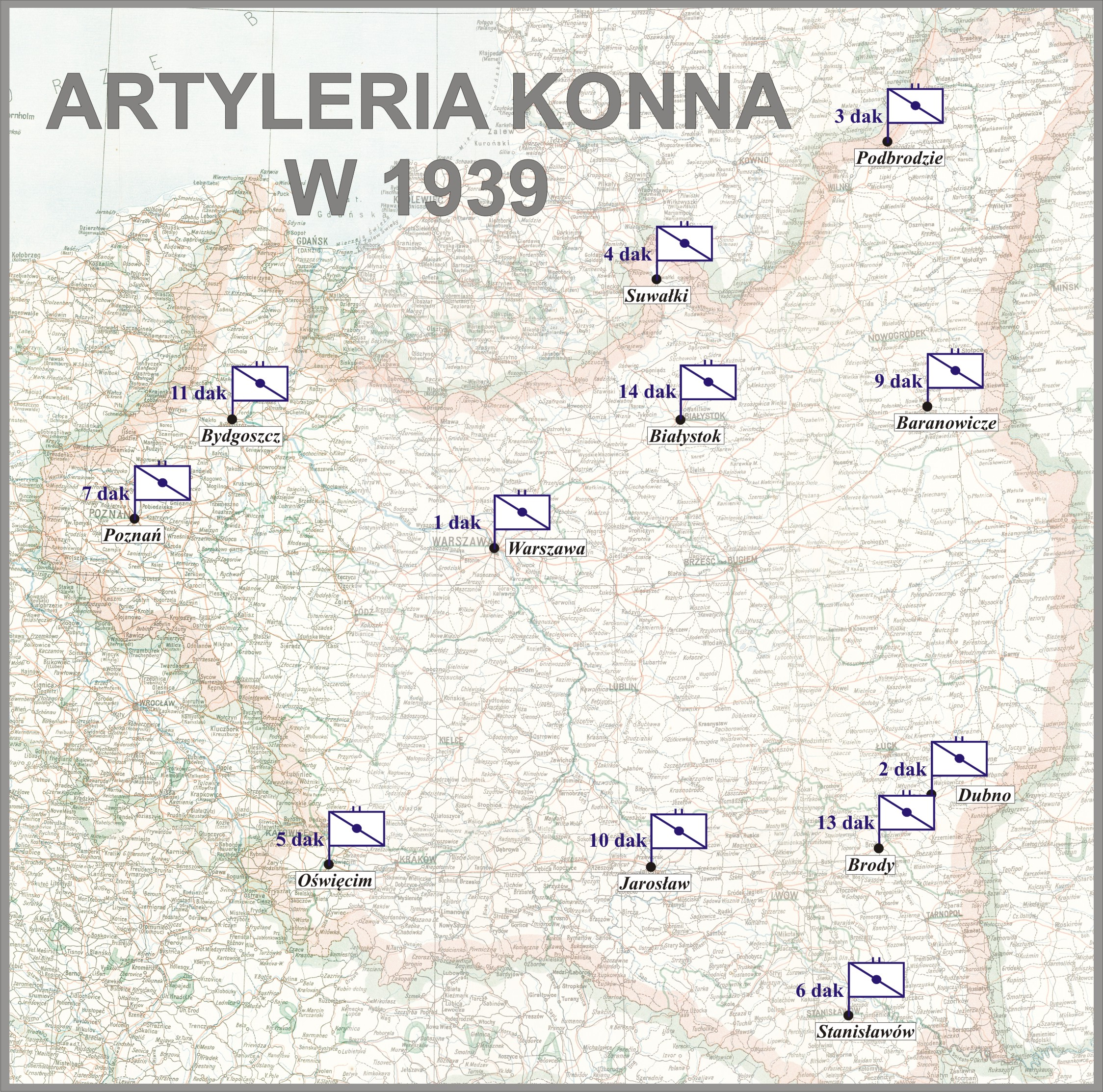
Artyleria konna Wojska Polskiego w 1939 przed wybuchem II wojny światowej

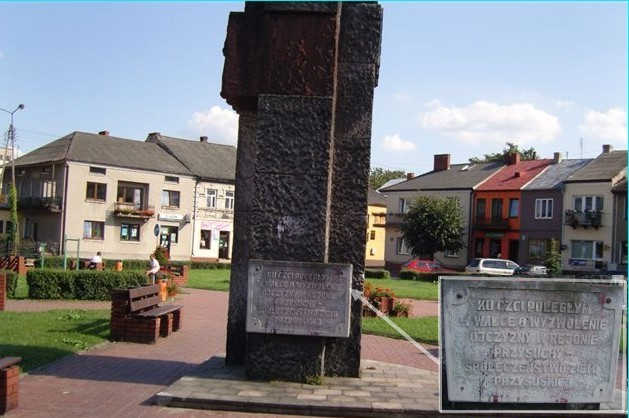
Przysucha -pomnik ku czci poległych żołnierzy

3 Lubelski Dywizjon Artylerii Konnej im. płk. Włodzimierza Potockiego (3 dak) – oddział artylerii konnej Wojska Polskiego w II Rzeczypospolitej.
Dywizjon stacjonował na terenie Okręgu Korpusu Nr III pierwotnie w garnizonie Wilno, a od wiosny 1935 w Podbrodziu.
Święto dywizjonu obchodzone było w dniu 4 maja.

Proporczyki na lancach i patkach kurtek: czarno-szkarłatne.

W 1921 roku funkcjonował w strukturze 2 pułku artylerii konnej. Pod względem wyszkolenia fachowego dywizjon podporządkowany był dowódcy 3 Grupy Artylerii.
19 grudnia 1918 z Lublina na front wyruszył I pluton 1 baterii artylerii konnej pod dowództwem por. Józefa Becka.

## Formowanie
3 dywizjon artylerii konnej powstał w sierpniu 1919, w Lublinie, w wyniku połączenia 3 baterii artylerii konnej z Wołyńską baterią artylerii konnej. 3 bateria artylerii konnej sformowana została 10 listopada 1918 w Lublinie, jako pierwsza bateria artylerii konnej. W grudniu tego roku otrzymała numer trzeci. Wołyńska bateria artylerii konnej zorganizowana została w marcu 1919, w Lubomlu. Trzecia bateria 3 dak powstała w lipcu 1920, we Lwowie na bazie baterii zapasowej artylerii konnej.

## Wojna z Ukraińcami i bolszewikami
W latach 1919–1921, w czasie wojny z Ukraińcami i bolszewikami 3 dak przebył następujący szlak bojowy: rejon Dołhobyczowa 2 stycznia 1919, Oszczów i Goniatyń 7 stycznia 1919, Kadłubiska 1 kwietnia i 8–10 maja 1919, Ochędzyn 7 czerwca 1919, Lachowce 13 sierpnia 1919, Zasław 15 sierpnia 1919, walki nad Słuczą pod Lubarem 31 stycznia 1920, Korostyszew 26 kwietnia 1920, Fastów 1 maja 1920, Biała Cerkiew 3 maja 1920, Medwin 14 maja 1920, Hajczyńce 31 maja 1920, Śnieżna–Ozerna–Samhorodek 5 czerwca 1920, Czerwone 11 czerwca 1920, walki nad Słuczą 19–27 czerwca 1920, Kilikijów 28 czerwca 1920, walki nad Horyniem 29 czerwca – 3 lipca 1920, Kołodenka 4 lipca 1920, Basów Kut 4–5 lipca 1920, Łuck 7–11 lipca 1920, walki nad Styrem 12–28 lipca 1920, Beresteczko 29 lipca 1920, Mikołajów 1 sierpnia 1920, Siestratyn 2 sierpnia 1920, Baranie 3 sierpnia 1920, Rudenko Lackie 6 sierpnia 1920, Antonin 8 sierpnia 1920, Stojanów 12 sierpnia 1920, Radziechów 13 sierpnia 1920, Chołojów 14 sierpnia 1920, Dzibułki–Artasów–Żóltańce 19 sierpnia 1920, Krystynopol 23 sierpnia 1920, Chłopiatyn 27 sierpnia 1920, Waręż 29 sierpnia 1920, Tyszowce 30 sierpnia 1920, Komarów 31 sierpnia 1920, Łaszczów 2 września 1920, Wakijów 5 września 1920, forsowanie Bugu 12 września 1920, Wojnicz 14 września 1920, Ołyka 19 września 1920, wypad za Słucz 1 października 1920, Korosteń 9–10 października 1920.

## Okres międzywojenny
W lutym 1921 dywizjon przegrupowany został z Łucka do rejonu Przemyśla, gdzie wszedł w skład III Brygady Jazdy. W pierwszej dekadzie czerwca 1921 jednostka przetransportowana została w rejon Wilna.
12 kwietnia 1938 minister spraw wojskowych rozkazem Dep. Dow. Og. 1590-26 P.U. nadał dywizjonowi nazwę: „3 LUBELSKI DYWIZJON ARTYLERII KONNEJ IMIENIA PUŁKOWNIKA WŁODZIMIERZA POTOCKIEGO”.

### Obsada personalna w 1939 roku
| Obsada personalna i struktura organizacyjna w marcu 1939 |                                              |
| Stanowisko                                               | Stopień, imię i nazwisko                     |
| dowódca dywizjonu                                        | ppłk dypl. Tadeusz Popławski                 |
| I zastępca dowódcy                                       | mjr Witold Płotnicki                         |
| adiutant                                                 | por. Bolesław Wiełłowicz                     |
| lekarz medycyny                                          | por. lek. Antoni Kopeć                       |
| lekarz weterynarii                                       | mjr Mieczysław Woronkowicz                   |
| oficer zwiadowczy                                        | por. Michał Rontz                            |
| II zastępca dowódcy [kwatermistrz]                       | kpt. Józef Szyszko                           |
| oficer mobilizacyjny                                     | por. Jan Makowski                            |
| oficer administracyjno-materiałowy                       | por. Jan Drozdowicz                          |
| oficer gospodarczy                                       | kpt. int. Zygmunt Zachariasz Potopowicz      |
| oficer żywnościowy                                       | por. Czesław Jan Szwengruben                 |
| dowódca plutonu łączności                                | por. Jan Wawrzyniec Kowalski                 |
| dowódca baterii szkolnej                                 | kpt. Stanisław Zygmunt Szczuka               |
| dowódca plutonu                                          | ppor. Henryk Marian Krukowicz-Przedrzymirski |
| dowódca 1 baterii                                        | kpt. Stefan Jan Sporschill                   |
| dowódca plutonu                                          | ppor. Zdzisław Florian Maitz                 |
| dowódca 2 baterii                                        | por. Edward Partum                           |
| dowódca plutonu                                          | por. Antoni Kuźmiński                        |
| dowódca 3 baterii                                        | kpt. Stanisław Bolesław Bartkowski           |
| dowódca plutonu                                          | ppor. Adolf Kuźnia                           |

## 3 dak w kampanii wrześniowej

### Mobilizacja
3 dywizjon artylerii konnej do etatów wojennych, został zmobilizowany w ramach mobilizacji alarmowej w grupie zielonej, w planowanym czasie od Z+18 do Z+36. W garnizonie Podbrodzie, oprócz 3 dak, w czasie od Z+24 do Z+40 zmobilizowano w tej samej mobilizacji:
- drużynę parkową uzbrojenia nr 342,
- kolumnę taborową kawaleryjską typ II nr 349,
- kolumnę taborową kawaleryjską typ II nr 350[14].

Mobilizacja w dywizjonie ogłoszona została w nocy z 24 na 25 sierpnia 1939 roku. Wystąpiły problemy związane z brakiem odpowiedniego typu koni, uprzęży oraz wozów taborowych. Po 24 godzinach mobilizację zakończono. 28 sierpnia w godzinach popołudniowych rozpoczęto transport kolejowy 1 baterii, która wyruszyła trasą Nowa Wilejka, Wilno, Porubanek, gdzie transport został zatrzymany. Ponownie 30 sierpnia, uruchomiono transport 1 baterii, została przewieziona trasą Lida, Baranowicze, Brześć, Warszawa, docierając 31 sierpnia o północy do stacji kolejowej Rogów koło Koluszek. W nocy z 31 sierpnia na 1 września w rejonie wyładowczym znalazło się dowództwo 3 dak, a 1 września 3 bateria. Bateria 2 oraz kolumna amunicyjna zostały wyładowane z transportów kolejowych na stacji kolejowej Słotwiny. 

### Działania bojowe
W kampanii wrześniowej 1939 roku 3 dak pod dowództwem ppłk. Józefa Droby walczył w składzie Wileńskiej Brygady Kawalerii. Dywizjon posiadał trzy baterie i kolumnę amunicyjną.
Brygada wraz z dywizjonem została podporządkowana dowództwu Armii „Prusy" i weszła w skład jej Zgrupowania Północnego. W nocy 2/3 września oddziały brygady zajęły rejon na północny wschód od Piotrkowa Trybunalskiego. W nocy 3/4 września dywizjon pomaszerował do lasu Lubień i rano 4 września zajął stanowiska ogniowe na jego polanach. W trakcie czego, została zbombardowana przez lotnictwo niemieckie 2 bateria, nie poniosła jednak większych strat. 5 września dywizjon w dalszym ciągu przebywał w lesie Lubień, na zajętych stanowiskach. Bateria 1/3 dak oddała trzy pełne salwy bateryjne, na maszerujące szosą do Piotrkowa Trybunalskiego niemieckie kolumny z odległości ok. 6000 m. Nocą 5/6 września dywizjon odmaszerował za rzekę Pilicę, do rejonu Sulejowa, w trakcie marszu 2 bateria wraz z 23 pułkiem ułanów skierowana została do Przedborza. 3 dak bez 2 baterii, która od tego czasu działała oddzielnie, przebywał na postoju w lesie na wschód od Sulejowa. Nocą 3 dak odszedł w kierunku lasu Przysucha. Odpoczywał w dniu 7 września w lasach koło Przysuchy. Nocą 7/8 września dywizjon wykonał marsz, omijając od północy Radom i dotarł do lasu w rejonie Jedlińsk. Po krótkim postoju 8 września przed południem wyruszył w kierunku Kozienic. Ok. godz. 20.00 dotarł do Wisły, z uwagi na uszkodzony most w Maciejowicach, stanął na postoju w lesie na północny zachód od niego. Kolumna amunicyjna i tabor dywizjonu, 8 września podczas marszu po zatłoczonych drogach w rejonie Radomia, zostały rozproszone podczas bombardowania przez lotnictwo niemieckie. Do 3 dak już nie dołączyły.

#### Walki nad Wisłą
9 września o świcie 3 dak zajął stanowiska ogniowe, na przedmościu przeprawy mostowej pod Świerżami Górnymi, z zadaniem wsparcia Wileńskiej BK na przyczółku maciejowickim. Bateria 3/3 dak zajęła stanowiska za obroną 4 pułku ułanów w rejonie Nowej Wsi. Po podejściu elementów niemieckiej 1 Dywizji Lekkiej, dowódca Wileńskiej BK płk dypl. Konstanty Drucki-Lubecki, rozkazał bez walki przeprawić się dywizjonowi na wschodni brzeg Wisły. Wileńska BK po godzinnej walce odskoczyła na północ, 3 dak utracił kontakt z macierzystą brygadą. W trakcie przeprawy po częściowo uszkodzonym moście w Maciejowicach, 3 dak był atakowany przez lotnictwo niemieckie. Straty poniosła głównie 3 bateria, w rannych, utraciła w wyniku paniki, dużą grupę kanonierów wraz z końmi, która zbiegła. 1 bateria miała kilku rannych oraz 3 zaginionych wraz z jaszczem. Z pozostałości kolumny amunicyjnej dywizjonu zginął ogn. Kazimierz Szczodrowski, a łączność dowództwa dywizjonu miała kilku rannych. W wyniku paniki w 3 dak, podczas nalotów niemieckiego lotnictwa, przy przeprawie przez Wisłę, doszło do podziału dywizjonu. Dowódca dywizjonu z pocztem i zwiadem dywizjonu dotarł do Podzamcza, zbierał tam drobne odpryski i elementy Wileńskiej BK. Nie nawiązał kontaktu z bateriami 1 i 3, łącznością i taborem bojowym dywizjonu. 10 września grupa ppłk. Józefa Droby, dotarła do lasów w kolonii Życzyn. Nocą 10/11 września grupa dojechała do Sobieszyna nad rzeką Wieprz. Następnej nocy, na rozkaz ze sztabu ” Armii „Lublin” wyruszyła do Runowa, gdzie miała koncentrować się rozproszona Wileńska BK. Ostatecznie 15 września ppłk Józef Droba ze swoją grupą w rejonie Łaszczowa dołączył do Kombinowanej Brygady Kawalerii płk. Adama Bogorii-Zakrzewskiego. Część łączności dowództwa dywizjonu pod dowództwem ogn. Kazimierza Czemchajło poprzez Garwolin i Radzyń Podlaski dotarła do Kombinowanej BK i weszła w jej skład. W rejonie Radzynia Podlaskiego 12 września znalazł się kpt. Stanisław Szczuka, który w wyniku paniki porzucił podczas przeprawy swoją 3 baterię i wraz z częścią zwiadu baterii dołączył również do Kombinowanej BK.
9 września baterie 1 i 3 zbierały się po przeprawie przez Wisłę i bombardowaniu. Wieczorem 1 bateria była ostrzeliwana przez niemiecką artylerię, ze względu na wskazanie jej miejsca postoju przez dywersantów. 10 września nastąpiła reorganizacja pozostałości 3 dak. Dowództwo dywizjonu objął kpt. Stefan Sporschill, a dowodzenie 1 baterią por. Antoni Kuźmiński, 3 baterią dowodzenie objął por. Michał Rontz. Tego dnia kpt. Sporschill podporządkował 3 dak dowódcy obrony odcinka „Maciejowice” rtm. Gwido Salamonowi. 1/3 dak zajęła stanowiska ogniowe na skraju lasu 300 m na północ od szosy Maciejowice-Sobolewo, 3/3 dak 600 m na północ od 1 baterii z kierunkiem strzału na most pod Maciejowicami, punkty obserwacyjne wysunięto nad brzeg Wisły. Pozyskano zaopatrzenie, uzupełniono amunicję z jaszczy na wschodnim brzegu i z magazynów w Dęblinie, uzyskano dużą liczbę granatów ręcznych. Wykonano działobitnie i schrony, nawiązano łączność telefoniczną w ramach dywizjonu. Podczas pobytu na stanowiskach, ostrzeliwano kilkakrotnie pojawiające się oddziały niemieckie na zachodnim brzegu Wisły i rejon mostu w Maciejowicach. Jeden z działonów 1/3 dak ustawiono w kierunku wschodnim do obrony przeciwpancernej. 14 września 3 bateria została przesunięta do rejonu Samogoszczy i tam weszła w podporządkowanie resztek 13 Dywizji Piechoty. 16 września o godz. 8.00 działon 1 baterii stoczył walkę na wschód od szosy Żelechów-Maciejowice z czołgami niemieckiej Dywizji Pancernej „Kempf”. W efekcie walki armata została rozbita, część obsługi poległa, część rozproszyła się. Pozostała część 1 baterii zaprzodkowała i odjechała w kierunku północno-wschodnim. W trakcie marszu została zaatakowana przez niemieckie czołgi, rozwinęła się i ostrzałem na wprost rozbiła niemiecki czołg, a dwa unieruchomiła. Po wycofaniu się pozostałych czołgów bateria wycofała się nad Wisłę i dołączyła do resztek jednostek 13 DP.
Całość zgrupowania 13 DP płk. dypl. Władysława Kalińskiego podjęła marsz wraz z 13 dak w kierunku Warszawy, docierając o świcie 17 września do Wilgi. Kolejnym nocnym marszem o świcie 18 września zgrupowanie dotarło do lasów w rejonie Józefów, Emów. Teren ten był obsadzony przez oddziały niemieckie, podjęto powolny marsz ku Warszawie, rano 19 września zgrupowanie wraz z 3 dak dotarło do Falenicy. Zgrupowanie zatrzymało się w tym rejonie, zajmując stanowiska obrony okrężnej. Obie baterie ustawiono do strzelania na wprost, 1 bateria z kierunkiem strzału na Miedzeszyn, 3 bateria od północnego wschodu z kierunkiem strzału na szosę lubelską. Około południa oddziały niemieckie wykonały natarcie, które odparto niszcząc trzy czołgi niemieckie, jeden z nich zniszczyła bateria 1/3 dak. Drugie natarcie wykonano przez piechotę, przy wsparciu artylerii, również to natarcie odparto. Poszczególne baterie i działony podjęły pojedynki ogniowe z niemiecką artylerią i stanowiskami broni maszynowej. W trakcie tych walk obsługi poniosły duże straty. Prowadzone do wieczora walki wyczerpały amunicję. Straty osobowe dywizjonu wyniosły ok. 60% stanu. Po wystrzelaniu amunicji, armaty zagwożdżono. Pozostali żołnierze 3 dak usiłowali przebić się nocą 19/20 września, w grupach poza pierścień okrążenia. Część przedarła się do Warszawy, część w kierunku wschodnim, niektórzy dołączyli do walczących jeszcze jednostek na Lubelszczyźnie, ale duża część dostała się do niewoli.

#### Działania baterii 2/3 dak
Nocą 5/6 września 2 bateria otrzymała rozkaz marszu wraz z 23 puł. do Przedborza. Maszerując wschodnim brzegiem Pilicy przez Dąbrówkę, Skotniki, w godzinach popołudniowych wraz z 23 puł., osiągnęła skraj lasu na północny wschód od Przedborza. Rano 6 września, ze stanowisk ogniowych 2/3 dak ostrzelała Przedbórz, w którym znajdowały się niemieckie tabory i oddziały tyłowe. Zaskoczone ostrzałem poniosły wysokie straty. Po półtoragodzinnym ostrzale, 23 puł. i 2/3 dak otrzymała rozkaz powrotu do składu Wileńskiej BK. Podjęto marsz do Niewierszyna i Jaksonka, nie odnajdując tam jednostek Wileńskiej BK. 7 września w południe podjęto dalszy marsz do Opoczna. W trakcie marszu bateria była bombardowana przez samoloty niemieckie, utracono oficera i 7 szeregowych oraz 12 koni. W nocy 7/8 września wraz z ułanami bateria osiągnęła las Brudzewice koło wsi Studzianna. Następnej nocy 8/9 września podjęto marsz do lasów Przysuskich. W trakcie marszu na zachód od Gielniowa w rejonie skrzyżowania szos Opoczno-Radom i Końskie-Odrzywół doszło do walki z niemieckim oddziałem zmotoryzowanym. Armaty ogniem na wprost zniszczyły wiele samochodów i motocykli niemieckich. 9 września 2/3 dak z ułanami grodzieńskimi osiągnęła rejon lasów Przysucha, na północ od wsi Ruski Bród. Ppłk dypl. Zygmunt Miłkowski podjął decyzję przedzierania się w Góry Świętokrzyskie. Podczas marszu bateria została zaatakowana przez niemiecką piechotę, 8 podoficerów i kanonierów poległo, 3 zostało rannych. Utracono 5 koni. 2/3 dak ogniem na wprost wsparła szwadron 4/23 puł. podczas próby natarcia na wsie Ruski Bród i Kozłowice. Z uwagi na silny ostrzał natarcie okazało się niewykonalne. Na rozkaz ppłk. Miłkowskiego zostały uszkodzone armaty i inny ciężki sprzęt, grupami konno podjęto próby przebicia się w kierunku Świętej Kataryny. Przebić udało się grupie pod dowództwem ppor. Henryka Krukowicza-Przedrzymirskiego, w sile 5 podoficerów i 50 kanonierów. Z uwagi na nie dotarcie na miejsce zbiórki innych grup, do 12 września. Po kilku następnych dniach grupa ta podjęła marsz w kierunku Warszawy, dołączając do Zgrupowania płk. dypl. Grzegorza Pełczyńskiego. Grupa utworzyła zwiad konny zgrupowania, dzieląc jej dalszy los.

### Oddział Zbierania Nadwyżek 3 dak
Pluton marszowy 3 dak został zmobilizowany przez 14 dywizjon artylerii konnej w Białymstoku. W koszarach 3 dak, po wyjeździe na front zmobilizowanego dywizjonu i pododdziałów brygadowych, pozostało pod dowództwem kpt. Józefa Szyszko 9 oficerów, 8 podoficerów zawodowych i ok. 300 podoficerów i kanonierów. Dla większości rezerwistów zabrakło broni ręcznej i masek pgaz. Nadwyżki przebywały w koszarach na Podbrodziu do 3 września, następnie odjechały transportem kolejowym do Włodawy i weszły w skład Ośrodka Zapasowego Artylerii Konnej nr 3. Podczas transportu OZN 3 dak był atakowany przez lotnictwo niemieckie. Po dojechaniu został zakwaterowany we wsi Korolówka k. Włodawy. Z żołnierzy OZN 3 dak sformowano baterię marszową, która osiągnęła gotowość 11 września. Bateria została skierowana w rejon Kowla skąd ewakuowała się po 17 września i  po kilku dniach dołączyła do Podlaskiej Brygady Kawalerii, z którą weszła w skład Samodzielnej Grupy Operacyjnej „Polesie”. Grupa pozostałych oficerów, podoficerów i rezerwistów została skierowana do Włodzimierza Wołyńskiego, wśród nich kpt. Wojciech Bursa i kpt. Władysław Zakrzewski, gdzie organizowali obronę przed oddziałami niemieckiej 4 Dywizji Lekkiej. 20 września grupa ta dostała się do niewoli sowieckiej. Pozostałość OZN 3 dak w ramach OZAK nr 3 zostali przemieszczeni do lasu na zachód od Włodawy. Uzbrojeni kanonierzy od 12 września, pełnili służbę wartowniczą przy moście na Bugu we Włodawie. 16 września w rejonie Włodawy pojawiły się niemieckie oddziały. Żołnierze 3 dak odmaszerowali w składzie OZAK nr 3 w kierunku Chełma Lubelskiego. 17 września w rejonie Rudy na postoju dziennym, żołnierze Ośrodka odparli niemiecki podjazd zmotoryzowany z samochodami pancernymi. Po nocnym marszu 18 września Ośrodek dotarł do lasów na południe od Chełma Lub.  Zdemobilizowano do domu żołnierzy bez umundurowania i spalono akta. Podjęto wieczorem dalszy marsz przez Hrubieszów i Rawę Ruską, dotarto 23 września do lasu pod Uhnowem. Z uwagi na nasycenie terenu oddziałami niemieckimi rozwiązano Ośrodek. Żołnierze otrzymali rozkaz rozproszenia się, a oficerowie udania się w kierunku południowych granic II RP.

### Obsada dowódcza 3 dak 1 września 1939
Dowództwo dywizjonu
- dowódca dywizjonu - ppłk Józef Droba (do 9 IX 1939), kpt. Stefan Sporschill[19]
- adiutant dywizjonu - por. Czesław Schwengruben
- oficer zwiadowczy - kpt. Stanisław Bartkowski
- oficer obserwacyjny - ppor. rez. Bolesław Wiełłowicz
- oficer łącznikowy - ppor. Bolesław Soroka
- oficer łączności - por. Jan Wierusz-Kowalski
- oficer broni - por. rez. Wacław Eysmont
- dowódca kolumny amunicyjnej - por. rez. Świda
- dowódca 1 baterii - kpt. Stefan Sporschill (do 10 IX 1939), por. Antoni Kuźmiński[19]
  - oficer zwiadowczy - ppor. rez. Witold Wiełłowicz
  - oficer ogniowy - por. Antoni Kuźmiński
- dowódca 2 baterii - por. Edward Partum
  - oficer zwiadowczy - ppor. Henryk Krukowicz-Przedrzymirski
  - oficer ogniowy - por. Jan Drozdowicz
- dowódca 3 baterii - kpt. Stanisław Szczuka (do 9 IX 1939), por. Michał Rontz[19]
  - oficer zwiadowczy - ppor. rez. Wolski
  - oficer ogniowy - por. Michał Rontz

## Symbole dywizjonu
Sztandar
3 lipca 1938, w Wilnie, marszałek Polski Edward Śmigły-Rydz wręczył jednostce sztandar ufundowany przez społeczeństwo Wilna i ziem północno-wschodnich Rzeczypospolitej. Nadanie sztandaru i zatwierdzenie jego wzoru ujęte zostało w Dzienniku Rozkazów M.S.Wojsk. z 1937 nr 16, poz. 201.

Sztandar został wykonany zgodnie z wzorem określonym w Dekrecie Prezydenta Rzeczypospolitej Polskiej z 24 listopada 1937 o znakach wojska i marynarki wojennej  opublikowanym w Dzienniku Ustaw Rzeczypospolitej Polskiej nr 5 z 28 stycznia 1938.
Na prawej stronie płata znajdował się amarantowy krzyż, w środku którego wyhaftowano orła w wieńcu z wawrzynu. Na białych polach, pomiędzy ramionami krzyża, znajdowały się cyfry 3 w mniejszych wieńcach z wawrzynu.
Na jego lewej stronie znajdował się wizerunek Matki Boskiej Ostrobramskiej, Świętej Barbary, godło Lublina, odznaka pamiątkowa dywizjonów artylerii konnej oraz napisy: Korostyszew, Ozierna, Łąszczów i Korosteń, Kadłubiska i Zasław, Artasów i Komarów.
Odznaka pamiątkowa
Od 20 maja 1922 oficerom i żołnierzom mogły być nadawane odznaki pamiątkowe artylerii konnej, wspólne dla wszystkich dywizjonów. Odznaka miała kształt krzyża maltańskiego o ramionach pokrytych emalią białą z pozłacanymi datami 1809 i 1918. Na środek krzyża nałożony został orzeł srebrny, oksydowany, w koronie pozłacanej, trzymający w szponach pozłacane, skrzyżowane lufy armatnie z gorejącą bombą. Pod lufami proporczyk emaliowany artylerii konnej, czarno-amarantowy (od 1926 czarno-szkarłatny).
Barwy artylerzystów konnych
| Osobne artykuły: Barwy jednostek kawalerii i barwy broni i służb Wojska Polskiego . |                                                                         |
| Grafika                                                                             | Opis                                                                    |
|                                                                                     | Łapka ciemnozielona, wypustka karmazynowa                               |
|                                                                                     | Od 14 lipca 1920 proporczyk czarno-amarantowy                           |
|                                                                                     | Od 4 sierpnia 1927 proporczyk czarno-szkarłatny                         |
|                                                                                     | Otok na czapkach – czarny (oficerowie aksamitny, szeregowi sukienny)    |
|                                                                                     | Spodnie długie ciemnogranatowe, lampasy amarantowe, wypustka amarantowa |
| Naramiennik                                                                         | numer porządkowy dywizjonu „3”                                          |

Żurawiejki
| Osobny artykuł: Żurawiejka .                                              |                                                              |
| Z artylerii konnej dzieci żnajdzielniejszy jest dak trzeci                | Ze strzelaniem jest w niezgodzie zna go stąd całe Podbrodzie |
| po każdej zwrotce: Lance do boju, szable w dłoń bolszewika goń, goń, goń! |                                                              |

## Żołnierze dywizjonu
Dowódcy dywizjonu
- kpt. / płk art. Stefan Trzebiński[37] (1920 – V 1927)
- ppłk art. Fryderyk Hönl (V 1927[38] – 1929)
- ppłk art. Jan Antoni Filipowicz (III 1929[39] – IV 1934[40])
- ppłk dypl. art. Aleksander Kędzior (IV 1934 – X 1936)
- mjr art. Henryk Bełdycki (X 1936 – I 1937)
- ppłk dypl. art. Tadeusz Popławski (II 1937 – VI 1939)
- ppłk art. Józef Droba (VI – IX 1939)

Zastępcy dowódcy dywizjonu
- kpt. Konstanty Kazimierz Ważyński (od 15 XII 1922[41])

### Kawalerowie Virtuti Militari
Żołnierze dywizjonu odznaczeni Krzyżem Srebrnym Orderu Wojennego Virtuti Militari
1 bateria dywizjonu
por. Zygmunt Bodek-Mirski
ppor. Stanisław Baruk
plut. Stanisław Biernacki
kpr. Stanisław Czarkowski
kan. Antoni Ciesielski
ppor. Stanisław Dziewiszek
ppor. Stanisław Dzieduszycki
kan. Franciszek Dymarski
ppor. Kazimierz Falewicz
por. Władysław Jan Jakubowski
por. Władysław Kołaczkowski
por. Józef Kwiatkowski
kpr. Ignacy Lewandowski
por. Tadeusz Lechnicki
kpr. Włodzimierz Łobarzewski
pchor. Jan Łomott
ppor. Lucjan Małachowski
kpr. Feliks Małuski
kpr. Antoni Michalski
por. Leon Mikołaj Nowosilski
por. Ludwik Pleszczyński
bomb. Michał Pędlowski
plut. Stanisław Rygiel
bomb. Marian Różycki
kan. Władysław Słabczyński
wchm. Stanisław Skóra
kan. Paweł Snitko
kpr. Józef Sztupka
mjr Stefan Trzebiński nr 3131
ppor. Stanisław Trzciński
bomb. Stanisław Trzaskowski
pchor. Aleksander Zdanowicz
kpr. Świętosław Zwoliński

### Żołnierze dywizjonu – ofiary zbrodni katyńskiej
Biogramy zamordowanych znajdują się na stronie internetowej Muzeum Katyńskiego
| Nazwisko i imię      | stopień              | zawód                | miejsce pracy przed mobilizacją | zamordowany |
| -------------------- | -------------------- | -------------------- | ------------------------------- | ----------- |
| Doboszyński Julian   | podporucznik rezerwy | inżynier leśnik      | Nadleśnictwo Miory              | Charków     |
| Makowski Jan         | por. art.            | oficer służby stałej |                                 | Charków     |
| Szczuka Stanisław    | kapitan              | oficer służby stałej |                                 | Charków     |
| Wiełłowicz Bolesław  | porucznik            | oficer służby stałej |                                 | Charków     |
| Zakrzewski Władysław | kapitan              | oficer służby stałej |                                 | Katyń       |

## Tradycje dywizjonu
- Tradycje 3 dywizjonu artylerii konnej kultywowała w latach 90. XX w. 3 Brygada Pancerna z Trzebiatowa.